# 延庆站
延庆站是康延支线和京张城际铁路延庆支线上的一个火车站，俗称南菜园火车站，前称延庆南站（原有的延庆站已更名为延庆北站）。1983年11月20日投入使用，原为货运站，2003年因货运量低而停运。2008年经过改造，开行北京市郊铁路S2线客运列车。
2020年3月30日为配合京包客运专线延庆支线改造工程，延庆站再度停运施工，直至2020年12月1日重新启用。

## 设计与建造
延庆综合交通中心—换乘中心，又称延庆站北站房，位于原有延庆站北侧，是为配合京张高铁延庆支线引入和2022冬奥会延庆赛区接驳交通而建造的新站房。北站房地下一层、地上局部五层，占地面积为65818平米，建筑面积为14951.14平米，于2018年12月26日开工建设，2019年7月19日封顶，设计单位中铁工程设计咨询集团，施工单位为中铁十四局。站房立面整体形象为“高山流水”，立面呈现着用金属屋面营造的高山滑雪道的形象。另外在B1层出站通道和地面候车大厅内设有浮雕壁画，壁画中融合了冬奥、长城和延庆元素，展现了延庆的海坨山、八达岭、夏都大桥等符号。
2020年3月30日后延庆站原南侧站房不再办理客运业务。北站房于2020年12月1日随京张城际铁路延庆支线启用。

## 车站结构
本站設有一座侧式月台與站房相連，另設有一座島式月台，兩者間原以步行天橋連接，后拆除天桥修建地下通道。北站房东侧候车区（1号检票口）供高铁列车候车使用，西侧候车区（2号检票口）供市郊铁路S2线候车使用。同时站房内还设有综合服务中心、重点旅客候车区、军人候车区及全家自动贩卖机。
| 夹层   | 商业（暂未开放）                                                                                | 商业（暂未开放）                                         | 商业（暂未开放）                                         |
| 一层   | 侧式站台，左侧開门                                                                              | 侧式站台，左侧開门                                       | 侧式站台，左侧開门                                       |
| 一层   | 4站台                                                                                           | 延庆铁路往北京市区 （八达岭站/八达岭长城站）             |                                                          |
| 一层   | 3站台                                                                                           | 延庆铁路往北京市区 （八达岭站/八达岭长城站）             |                                                          |
| 一层   | 岛式站台                                                                                        |                                                          |                                                          |
| 一层   | 2站台                                                                                           | 延庆铁路往北京市区 （八达岭站/八达岭长城站）             |                                                          |
| 一层   | 1站台                                                                                           | 延庆铁路往北京市区 （八达岭站/八达岭长城站）             |                                                          |
| 一层   | 侧式站台，右側開门                                                                              |                                                          |                                                          |
|        | 综合服务中心、安全检查、卫生间、候车大厅、 检票口1（高铁列车）、检票口2（S2线）、北广场、南广场 |                                                          |                                                          |
| 地面层 | 进出站地道、出站口、游客服务中心、公交换乘枢纽、出租车站                                        | 进出站地道、出站口、游客服务中心、公交换乘枢纽、出租车站 | 进出站地道、出站口、游客服务中心、公交换乘枢纽、出租车站 |

## 圖片集

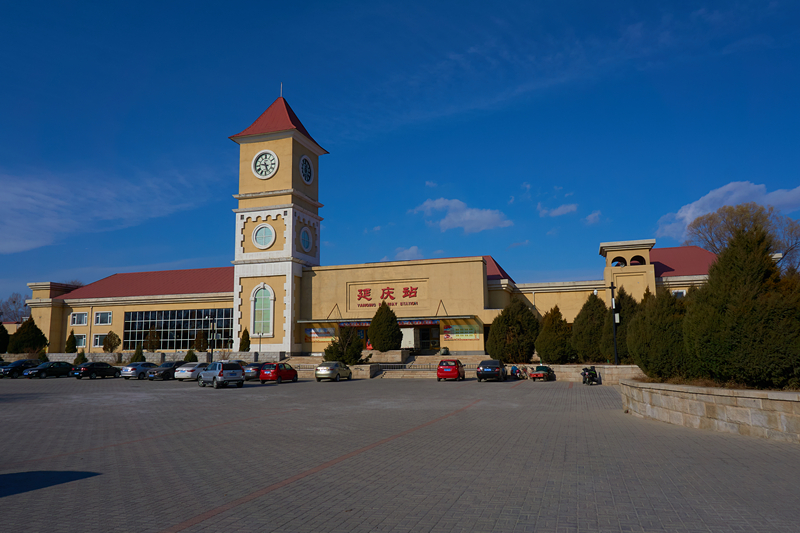
延庆站南站房
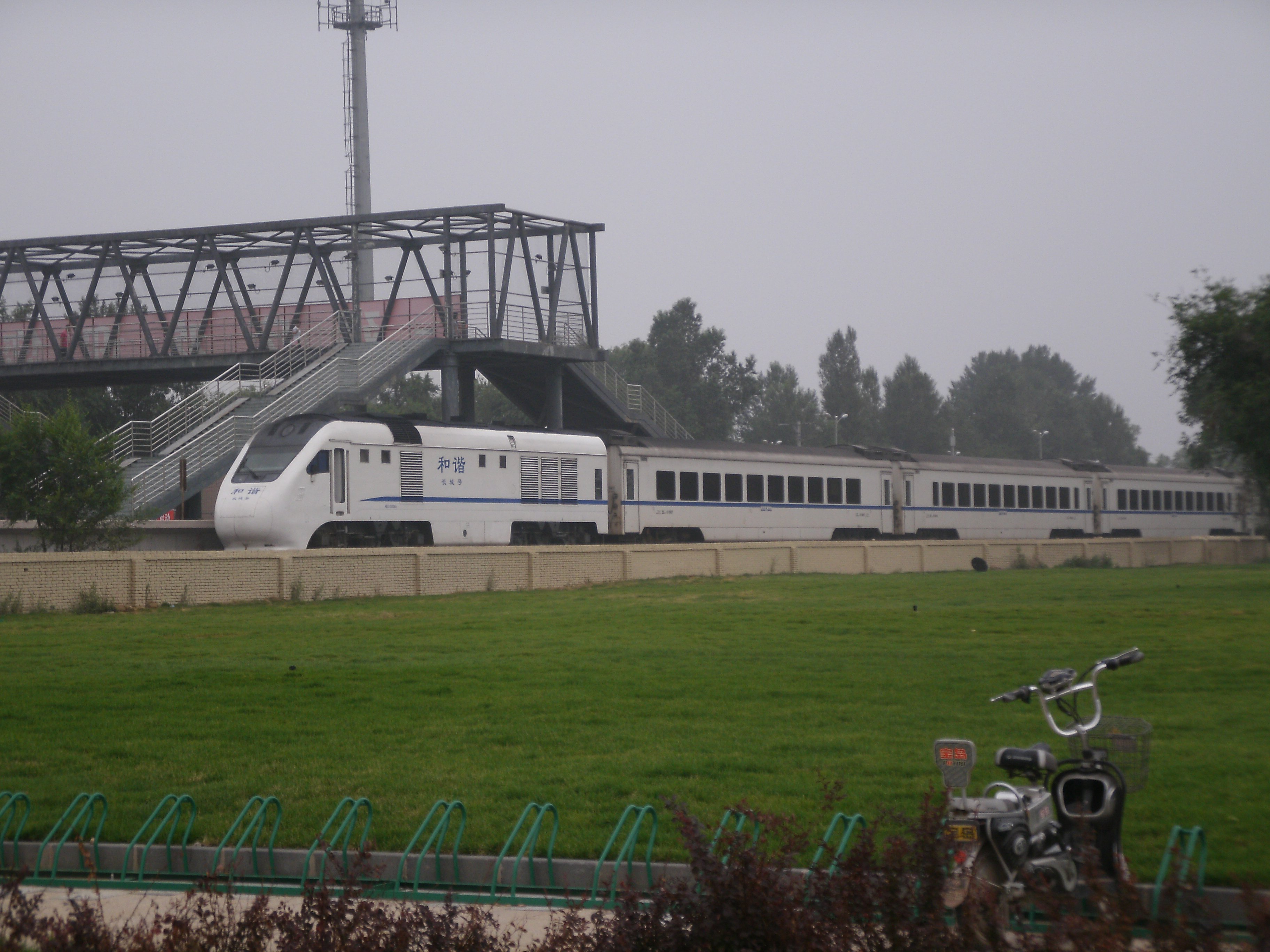
一列NDJ3型柴油動車组停靠於本站月台
本站為S2線的起訖站
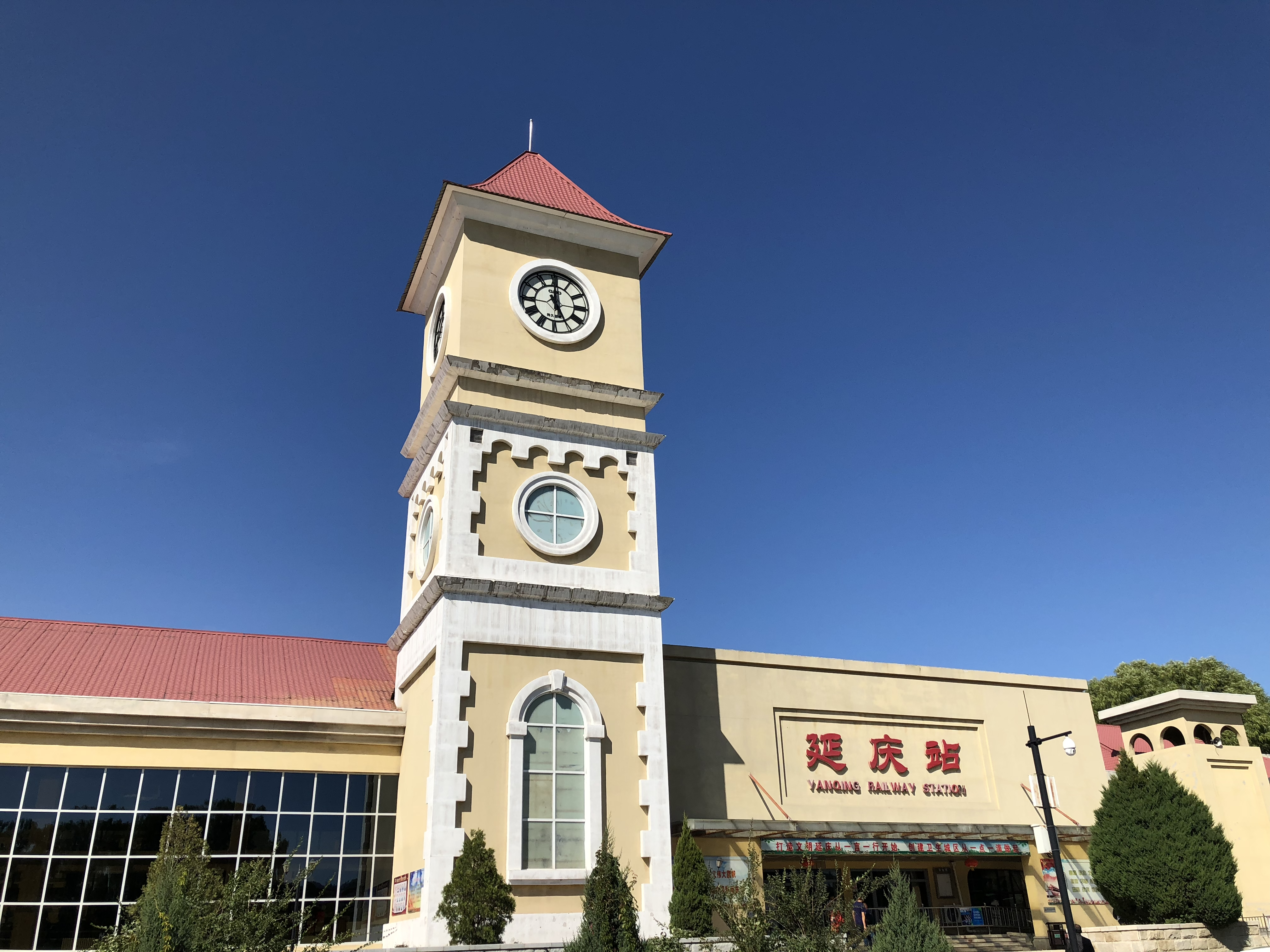
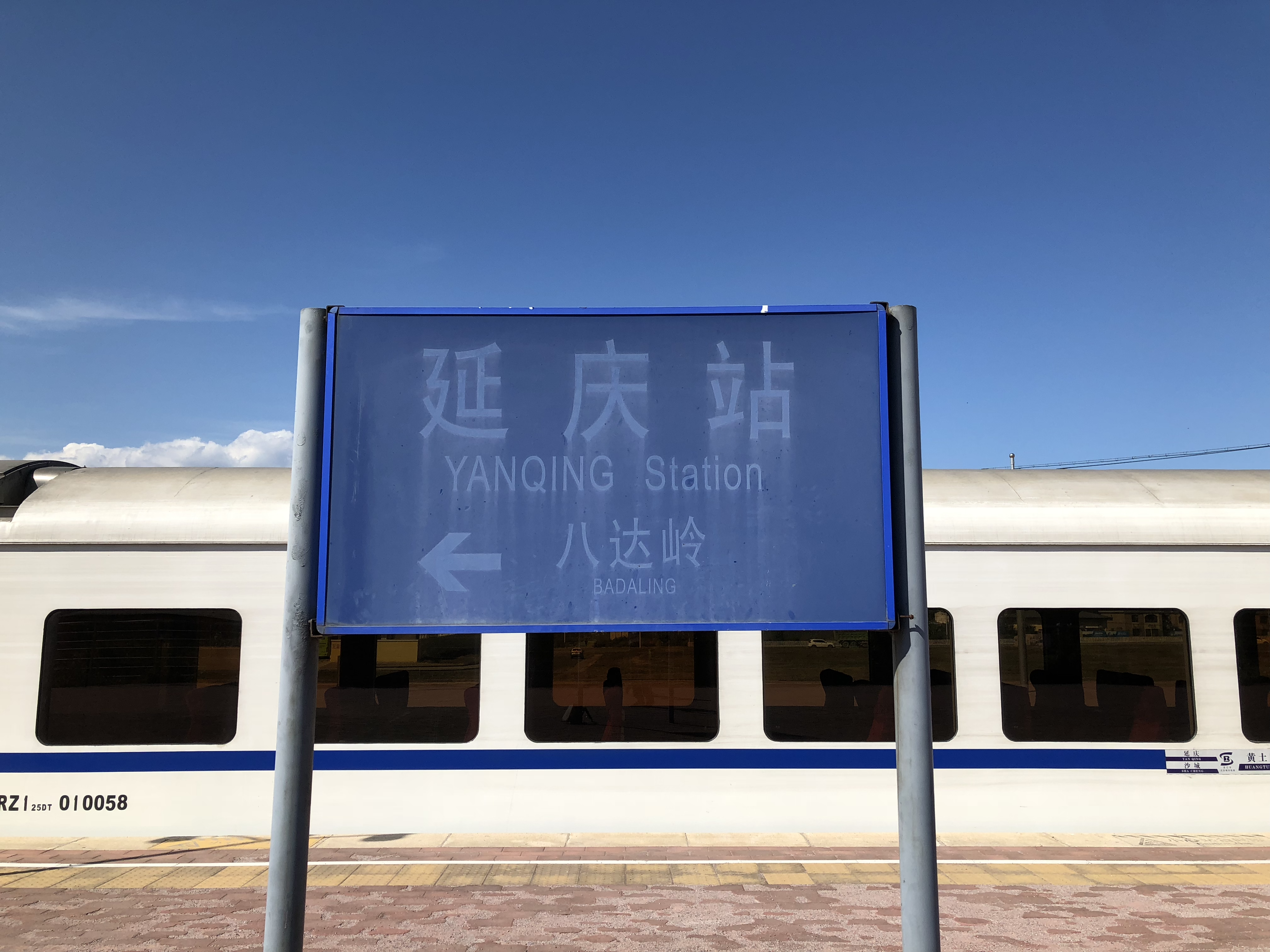
站牌
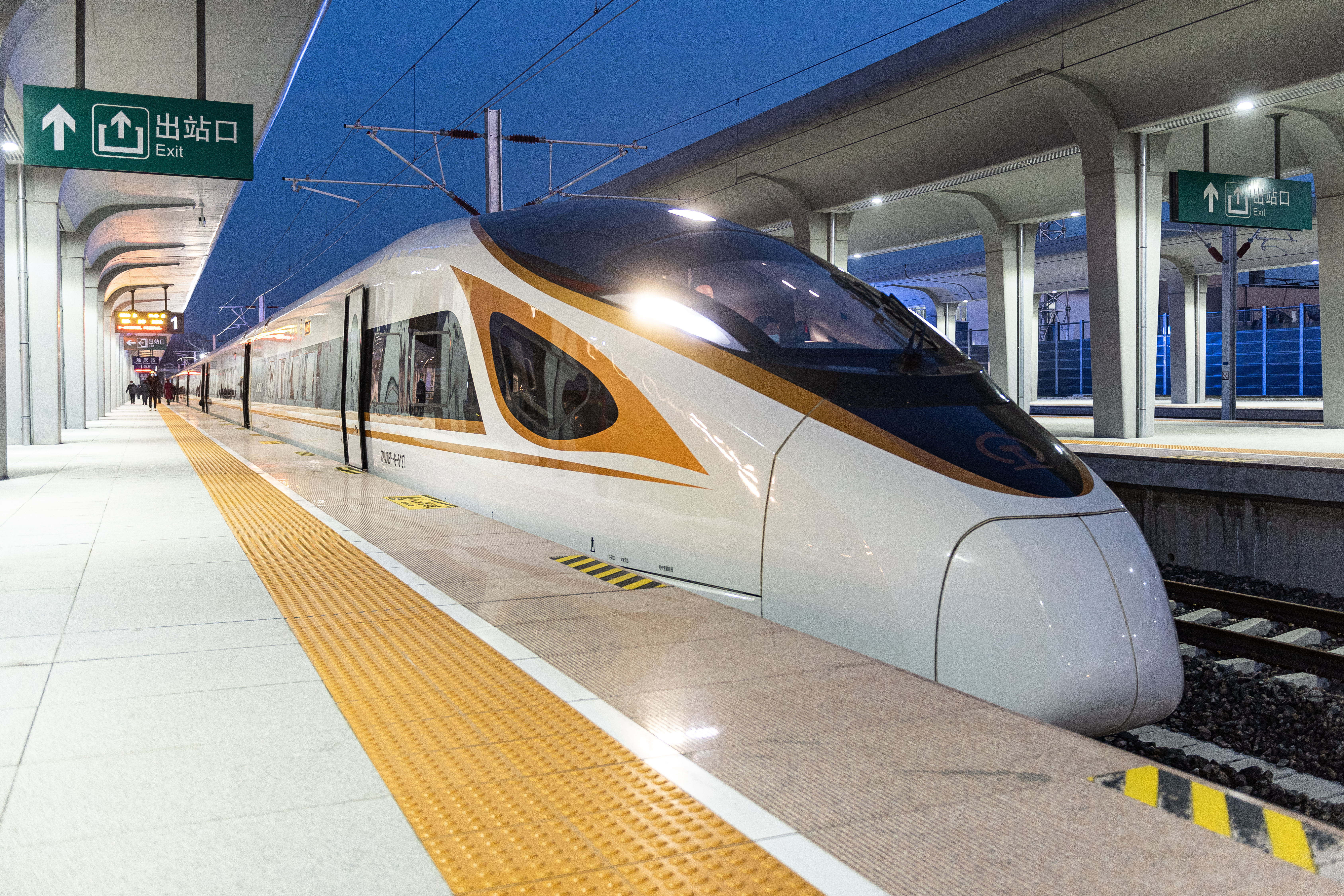
G8888次即将从延庆站1站台发车
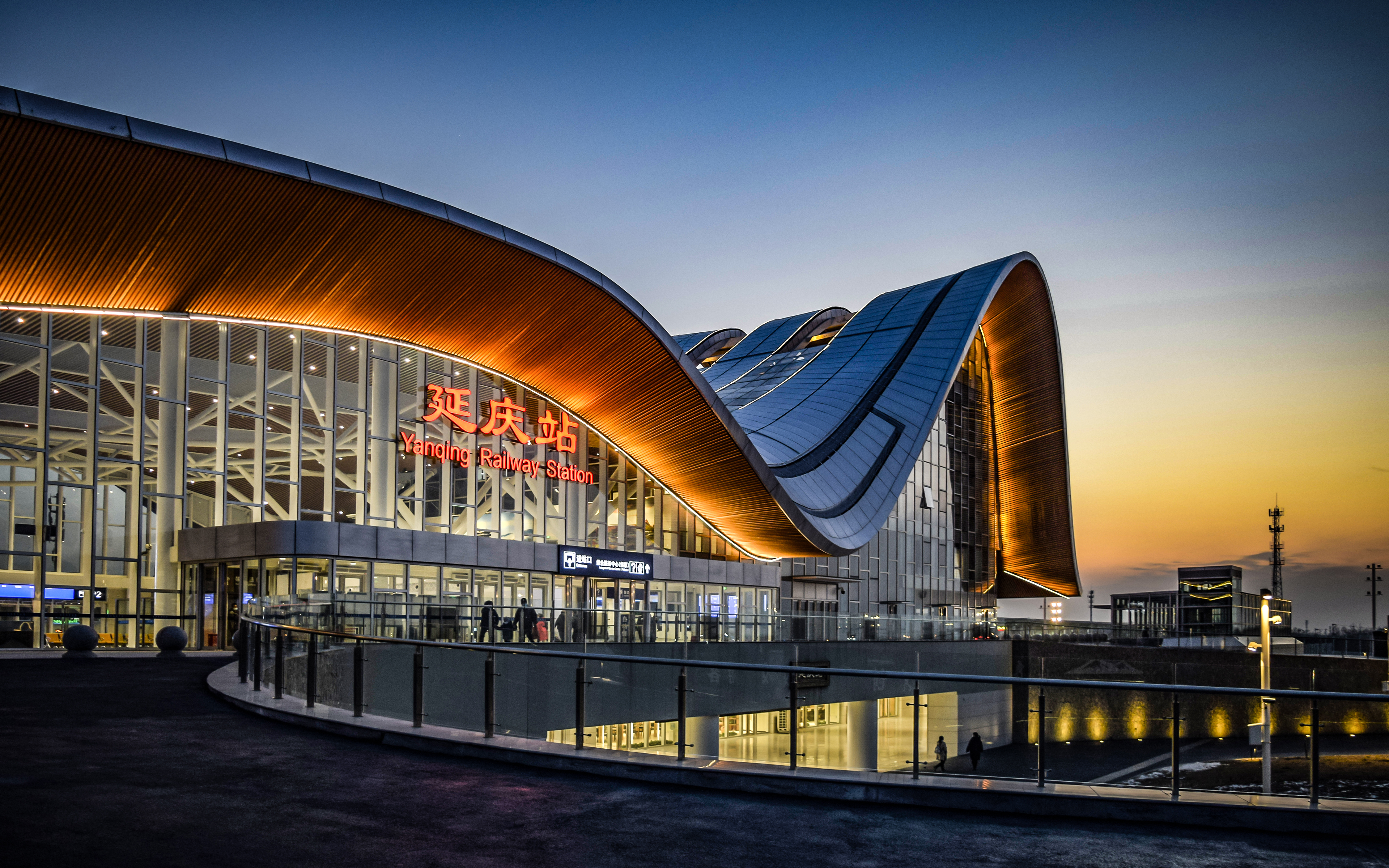
延庆站北站房
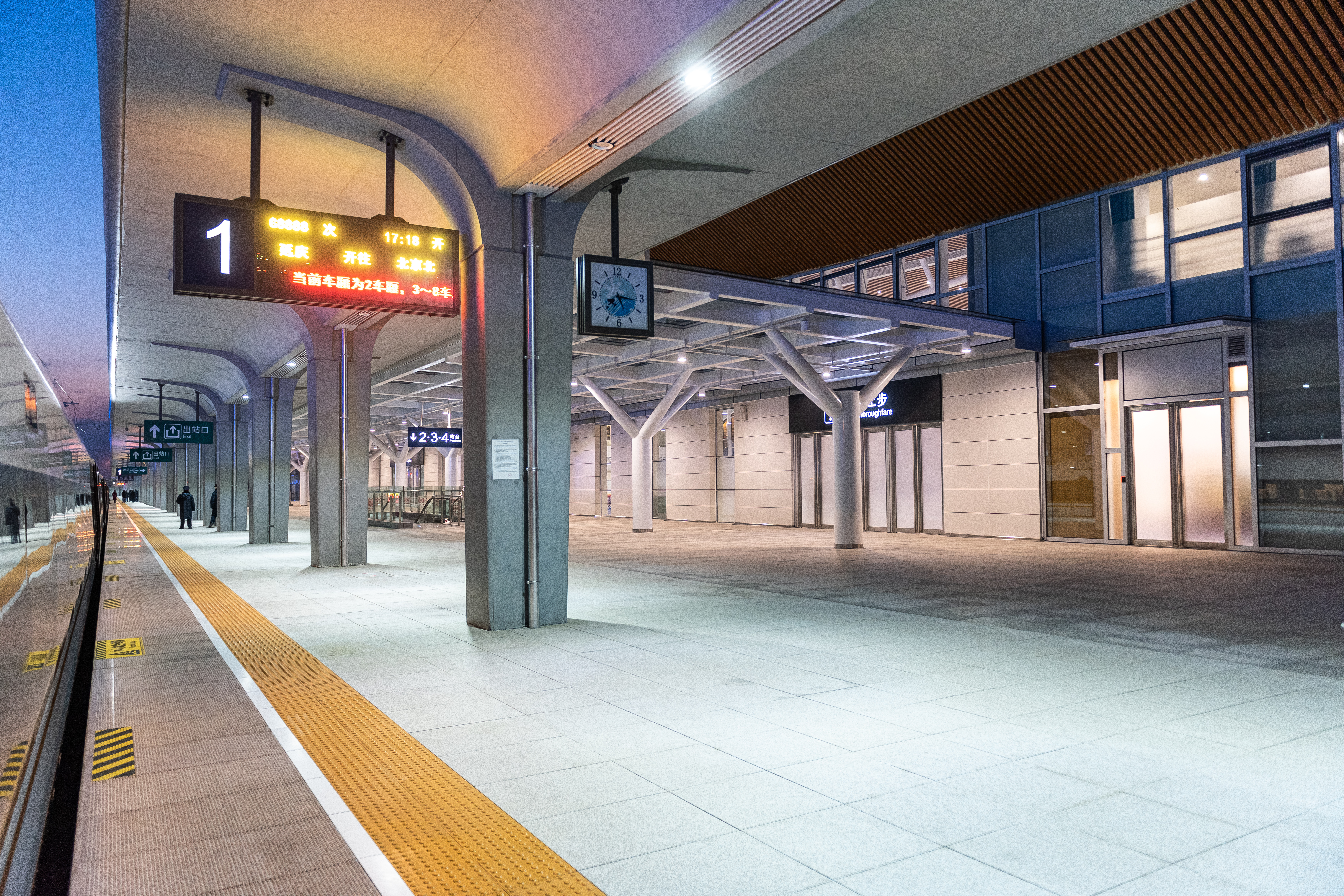
延庆站1站台
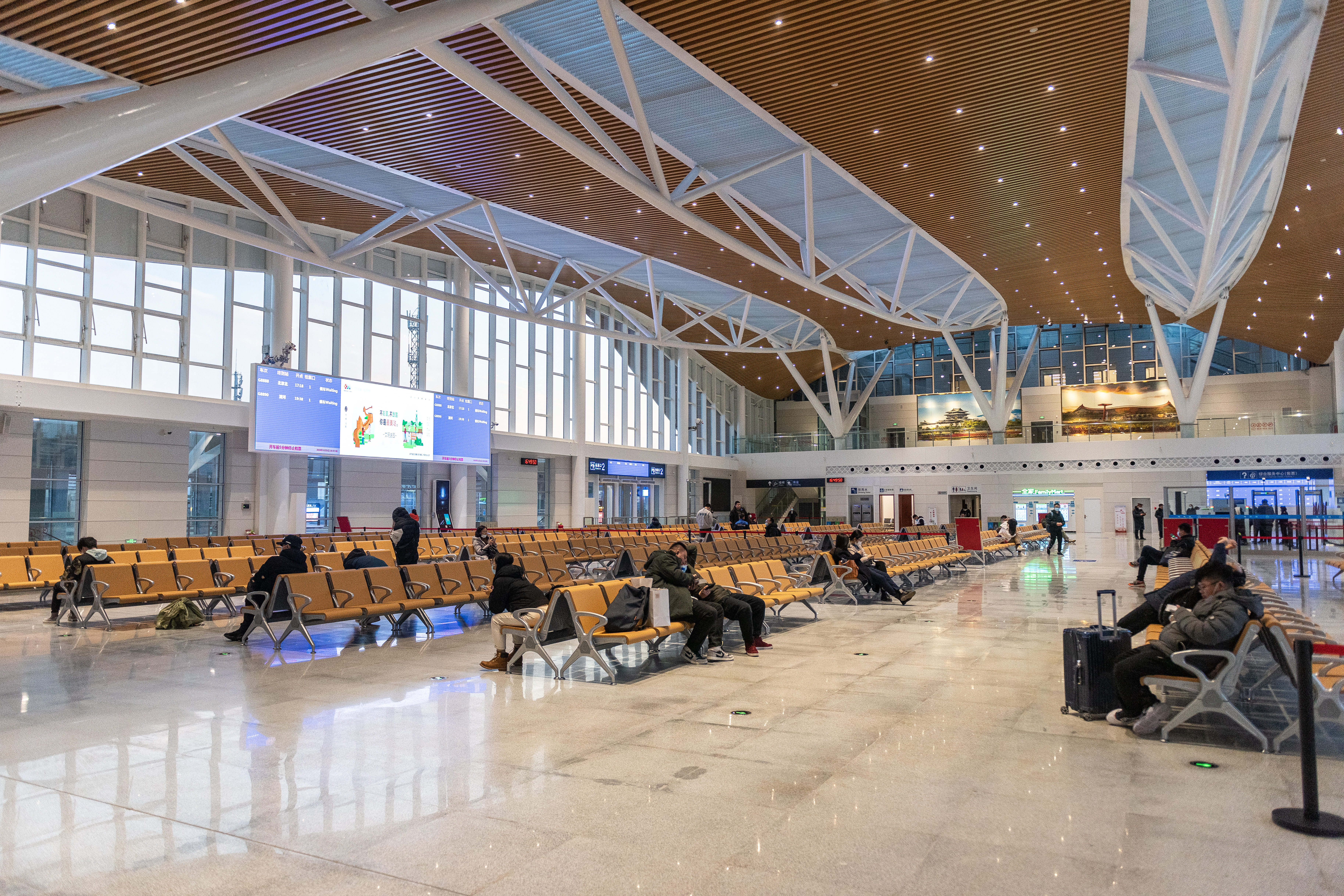
延庆站北站房候车室
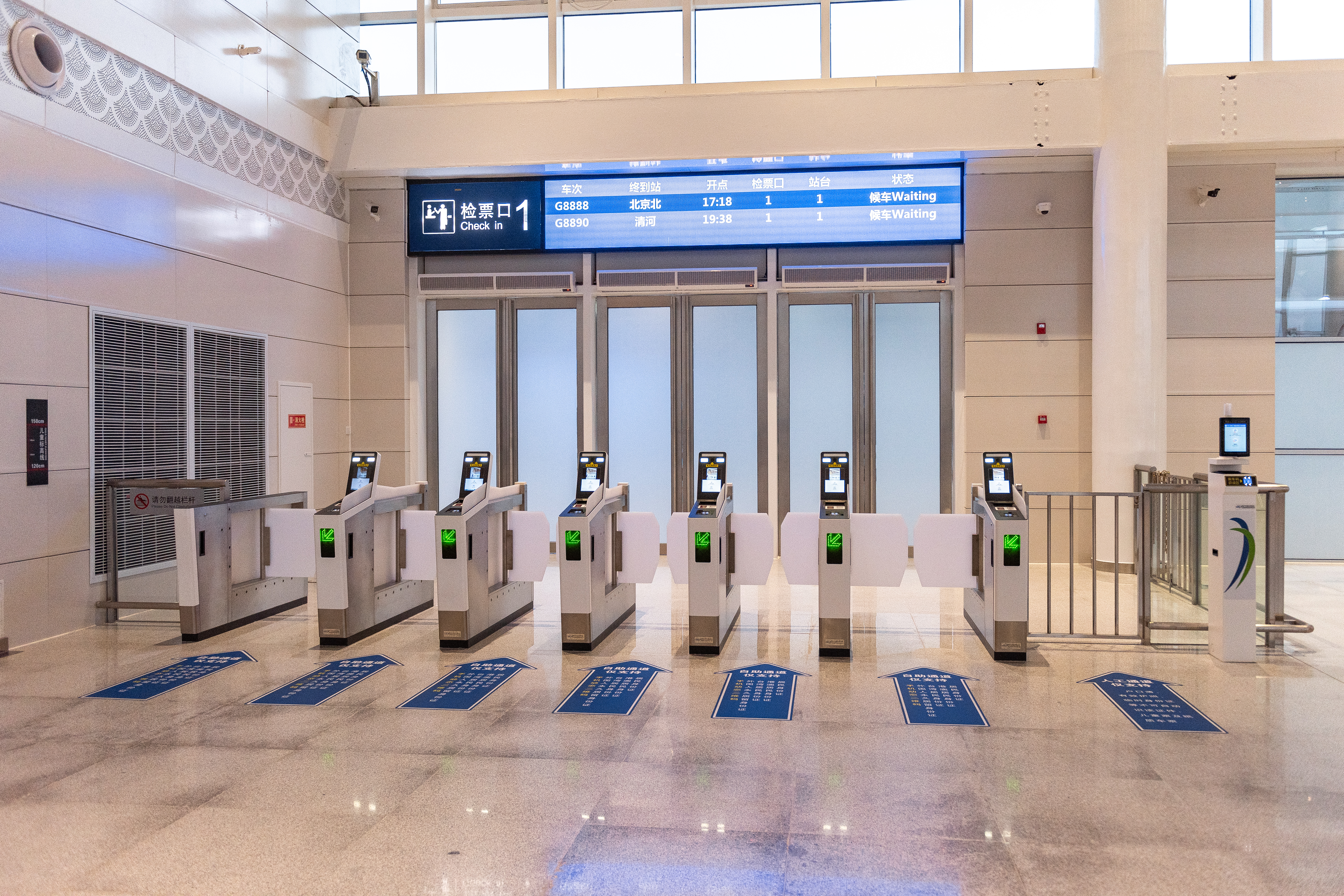
1号检票口